# Jimara punctum
Jimara punctum är en insektsart som beskrevs av Irena Dworakowska 1977. Jimara punctum ingår i släktet Jimara och familjen dvärgstritar.
Artens utbredningsområde är Sudan. Inga underarter finns listade i Catalogue of Life.